# Božinjevac
Božinjevac (en serbe cyrillique : Божињевац) est un village de Serbie situé dans la municipalité de Bujanovac, district de Pčinja. En 2002, il comptait 376 habitants, dont une majorité de Serbes.
Božinjevac est situé à proximité de la route européenne E75.
En septembre 2011, l'assemblée des députés albanais de Preševo, Bujanovac et Medveđa a incité les Albanais de Serbie à boycotter le recensement prévu pour le mois d'octobre de cette année-là ; de ce fait, aucun chiffre de population n'a été communiqué pour les localités de la municipalité de Bujanovac.

## Démographie

### Évolution historique de la population
| 1948 | 1953 | 1961 | 1971 | 1981 | 1991 | 2002 |
| ---- | ---- | ---- | ---- | ---- | ---- | ---- |
| 126  | 144  | 199  | 339  | 308  | 322  | 376  |

|  |